# Монгол Шуудан
«Монго́л Шууда́н» — советская и российская рок-группа анархистского направления.

## Название
Название группы в переводе с монгольского языка означает «монгольская почта» и происходит от соответствующей надписи на коллекционных марках, широко продававшихся в советское время в сети киосков «Союзпечать»:

Всё было очень просто. Стояли на остановке, рядом — киоск «Союзпечать», в нём марки, красивые такие, «Монгол Шуудан», «Монгольская почта» значит. Просто дело случая и никаких монгольских корней.
— Валерий Скородед

## Жанр
Сами музыканты определяют направление как «анархо-рок». Жанровая принадлежность различных песен группы может быть определена как панк, ска-панк, панк-хардкор, хард-н-хэви, хард-н-ролл, ритм-н-блюз-рок, гранж, шансон и их гибриды. Основной тематикой песен является тема гражданской войны 1917—1922/23 годов. На раннее творчество группы повлияла «ДК», но «Монгол Шуудан» является достаточно самобытным коллективом, создавшим собственный фирменный стиль — песни в стилистике «махновщины», являющийся доминирующим в творчестве группы.
В 1994 году журналист New Hot Rock отметил, что «„Монгол Шуудан“ любителям русской экзотики, а также несовершеннолетним панкам и разным интеллектуалам представляется самым интересным явлением в русском роке».
Отвечая на вопрос об отношении к политике и религии, лидер группы Валерий Скородед заявил: «Мы против всех – мы за водку».

## История
Группа была основана Валерием Скородедом в 1988 году, и всё это время он был и остаётся её бессменным лидером.
Первый концерт группы состоялся 1 апреля 1989 года.
В октябре 1989 года группа вступила в Московскую рок-лабораторию без прослушивания.
В ноябре 1989 года вышел первый альбом под названием «Паровоз-анархия», который был назван музыкальным критиком А. Троицким лучшим альбомом 1989 года.
На следующий год, после выпуска второго альбома — «Гуляй-поле» (с первоначально предполагаемым названием «Все Дела»), получив приглашение выступить в Европе, группа «Монгол Шуудан» отправилась в турне по Германии и Нидерландам, по возвращении из которого Скородед записал один из первых в стране акустических альбомов под названием «Бандитский альбом».
Марк Мельников (28 июня 1957), бас-гитарист, скончался 14 января 1991 года в возрасте 33 лет, предположительно от сердечного приступа, возможно вызванного случайной передозировкой лекарств. Марк сильно болел последнее время и ему прописали различные лекарства, но не указали дозу в день, и по итогу Марк был найден мёртвым, сидя на полу, прислонившись спиной к кровати. Точную причину смерти не раскрывают. И чем он болел, тоже неизвестно.
В 1991 году в коллектив пришли гитарист Борис Шапиро (31 мая 1958 - 29 мая 2007), прежде игравший в группе «Небо и земля», барабанщик Игорь Иванкович и бас-гитарист Алексей Поляков (8 июня 1961 - 28 февраля 1992).
В 1992 году к Валерию Скородеду обратился Сергей Бодров-старший с предложением написать музыку к фильму «Я хотела увидеть ангелов».
По инициативе бас-гитариста группы Алексея Полякова в 1992 году «Монгол Шуудан» открыла первое в Москве рок-кафе «Отрадное». Однако кафе просуществовало недолго. 28 февраля 1992 года, перед выступлением, погиб от ножевого ранения Алексей Поляков, выполнявший также роль директора, после чего кафе прекратило свою работу, а группа на время распалась.
В группе очередной раз сменился состав и в 1993 году она записывала альбом «Собачья чушь», с которым «Монгол Шуудан» успешно гастролировала по Европе, выступив на одной площадке с такими командами, как «The Exploited» и «L7».
В 1994 году был записан альбом «Чересчур», в который вошла песня «Москва» на стихи Сергея Есенина «Всё! Теперь решено. Без возврата…», ставшая визитной карточкой группы.
1 октября 1997 года Игорь Торопов (23 февраля 1956) выпрыгнул из окна в возрасте 41 года.
После этого состав группы снова обновился — в качестве гитариста приглашён Александр Риконвальд, а на барабаны — Владимир Дягель. В таком составе она просуществовала 8 лет, записав 3 альбома и несколько сборников, последним из которых стал альбом «Скатертью дорога».
В январе 1999 года Валерий Скородед выступил с сольным акустическим сетом в заключительном концерте фестиваля «С новым роком! Новые имена в „Горбушке“», совместно с группами «СерьГа», «Четверг Арутюнова», «Каземат», «Артель», «Белый шум», «Los Paranoies», «Оркестр 100», «Стена».
19 апреля 2002 года, как говорят, застрелился Олег Пронин (3 августа 1966), саксофонист. Ему было 35 лет.
Валерий Скородед, набрав новый состав в 2003 году, записал 2 альбома: «Жертва» и «Сплошь и рядом», вышедший годом позже.
В 2005 году коллектив принял участие в записи нескольких трибьют-альбомов. В рамках проекта «Наивные песни», посвящённого группе «НАИВ», группа записала кавер-версию песни «Незнайка», а для официального трибьют-альбома группе «Сектор Газа» — собственную версию песни «Похмел».
Продолжая экспериментировать, в 2005 году «Монгол Шуудан» записала второй акустический альбом «Вечная мерзлота», название для которого Скородед взял у известного теоретика анархизма князя Петра Кропоткина.
Оставаясь верной тематике анархизма, спустя год группа выпустила альбом «Собственность — это кража».
К концу лета 2009 года у коллектива был полностью готов материал для нового альбома, к записи которого они должны были приступить осенью. По словам Валерия Скородеда, альбом должен был стать более жёстким, чем привычное творчество группы «Монгол Шуудан».
В декабре 2011 года группа выпустила альбом «Естественный Отбор», в который вошли 16 новых композиций.
В 2013 году одна из композиций группы была внесена в Федеральный список экстремистских материалов.
20 февраля 2014 скончался от остановки сердца Вадим Котельников (2 декабря 1962) в возрасте 51 года.
В августе 2015 года в группу был приглашён гитарист Сергей Крючков из группы «Кок Оду».
11 декабря 2015 года в Москве на сцене клуба «Stadium Live» в рамках большого концерта памяти Юрия Хоя коллективом были исполнены песни «Похмел», «Дурак» и «Звёздная болезнь».
13 января 2018 года вышел альбом «Инстинкт Агрессивности». В тот же день состоялась презентация релиза в ГлавClub Green Concert.
В 2019 году группа в честь 30-летия своего дебютного альбома «Паровоз анархия» выпустила его перезаписанную версию, получившую название «Паровоз анархия. Реинкарнация». В трек-лист пластинки были включены 2 дополнительные песни: «Больной санитар» и «Заплати и свободен!». В 2020 году вышел ремейк альбома «Гуляй поле» — «Гуляй Поле Реанимация».
В 2020 году вышел новый сингл «Забор», повествующий о гастрольной жизни коллектива. И отдельные треки: «Трын Трава» и «Только Анархия, Только Хардкор»
Также в 2020 году вышел новый трибьют группы «Сектор Газа», в котором группа Монгол Шуудан исполнила кавер на песню «Казачья».
В 2022 году вышла перезапись альбома «Чересчур» под названием «Чересчур. Реконструкция».
В 2024 году вышел студийный альбом «Ремешок», в который вошли 14 новых песен. В начале февраля группа вошла в список
«запрещенных российских музыкантов».

## Дискография
| Студийные альбомы 1. 1989 — «Паровоз-анархия» 2. 1990 — «Гуляй-поле» 3. 1991 — «Бандитский альбом» (акустика) 4. 1993 — «Собачья чушь» (7 новых песен и 6 старых перезаписанных) 5. 1995 — «Чересчур» 6. 1996 — «Истина» 7. 1999 — «Абрикосы» 8. 2001 — «Скатертью дорога» 9. 2003 — «Жертва» 10. 2004 — «Сплошь и рядом» 11. 2005 — «Вечная мерзлота» (акустика) 12. 2006 — «Собственность — это кража» 13. 2011 — «Естественный отбор» 14. 2018 — «Инстинкт Агрессивности» 15. 2022 — «Чересчур. Реконструкция» (7 новых песен и 7 старых перезаписанных) 16. 2024 — «Ремешок» | Концертные альбомы 1. 1992 — «Черемуха» 2. 1994 — «Гомерический хохот» (акустика) 3. 1997 — «Alive» 4. 2001 — «Дюжинолетие» 5. 2002 — «Choisis de..» Синглы 1. 2004 — «Заплати и свободен» 2. 2011 — «Межличностный конфликт» 3. 2011 — «Полцарства за коня» 4. 2020 — «Только Анархия. Только Хардкор» 5. 2020 — «Трын Трава» 6. 2020 — «Забор» 7. 2023 — «Всегда вперёд» Сборники 1. 2003 — «Свобода или смерть» 2. 2019 — «Паровоз "Анархия". Реинкарнация» (сборник перезаписанных песен) 3. 2020 — «Гуляй-поле. Реанимация» (сборник перезаписанных песен) Участие в сборниках 1. 2002 — «Гимны Футбольных Хулиганов—VI» («Наш стадион», «Наше небо»). 2. 2004 — «Рок-н-ролл надувает наши паруса» («Лизавета»). 3. 2005 — «Сектор Газа. Трибьют» («Похмел»). 4. 2005 — «Наивные песни» («Незнайка»). 5. 2006 — «Мы победили!» («Колоколенка»). 6. 2020 — «Сектор Газа. Трибьют» («Казачья»). |

## Состав группы

### Текущий состав
- Валерий Скородед — вокал, 6-и 7-и струнные ритм-гитары, акустическая гитара, клавишные, аранжировки, автор
- Антон Гинзбург — бас-гитара, бэк-вокал
- Сергей Крючков — 7-и струнная соло-гитара, бэк-вокал, вокал, хор
- Алексей Портнов — ударные, барабаны, перкуссия
- Глеб Горшков — звукорежиссёр

### Сессионные музыканты
- Сергей Серяков — гитара
- Мирза Мирзоев — труба

### Бывшие участники группы
Ниже представлены музыканты, игравшие в группе «Монгол Шуудан» в период с 1988 по 2014 год:

| Гитара - Андрей Калинин - Игорь Лапухин — (1990—1991) - † Борис Шапиро — (1991—1992) - Сергей Сабинин — (1992—1993) - Василий Белошицкий — (1993—1994) - Александр Риконвальд — (1994—1997, 2000—2002) - Денис Сериков — (1996—1998) - Сергей Серяков — (1998—2000) - † Вадим Котельников — (2003—2014) - Владимир Тупиков — (2014—2015) Бас-гитара - † Марк Мельников — (1988—1991) - † Алексей Поляков — (1991—1992) - † Сергей Лапин — (1992, 1994—1995) - † Вячеслав Ядриков (2002—2018) - Генрих Мамоев - Евгений Тихомиров - Григорий Козлов - Вадим Горожанкин - Василий Дронов - Леонид Копытин - Дмитрий Рыбалов - Максим Трегубов | Ударные - Сергей Фролов — (1988—1991) - Игорь Иванкович — (1991—1995) - Владимир Дягель — (1994—2002) - Алексей Быков — (2003—2017) Саксофон - † Игорь Торопов (1988-1996) - † Олег Пронин Клавишные - Эдуард Теноров - Роман Дворцов - Давид Казарян - Артем Бауэр - Евгений Коротков Другие инструменты - Евгений Коротков — баян - Константин Лапушкин — баян - Виктор Романов — труба - Алексей Привалов — бэк-вокал - Всеволод Устинов — бэк-вокал - Сергей Матвеев — художественный свист, бэк-вокал |

Трое музыкантов, участвовавших в деятельности «Монгол Шуудан» — Г. Козлов, А. Риконвальд и А. Быков — ранее играли в группе «Archontes».

## Видеоклипы
1. «Москва»
2. «Повезло»
3. «Лесник»
4. «Козырь — наш мандат»
5. «Иди, убей Бакунина!»

## Музыка к кинофильмам и сериалам
1. 1992 — «Я хотела увидеть ангелов»
2. 2000 — «ДМБ-004»
3. 2015 — «Озабоченные, или Любовь зла»